# Liste des champions d'Europe de vitesse moto
Cet article contient la liste des champions d'Europe de vitesse moto de la Fédération Internationale des Clubs Motocyclistes (FICM) de 1924 à 1948, et depuis le rétablissement du championnat en 1981 par l'Union Européenne de Motocyclisme (en) (UEM), en fonction des années, de la cylindrée et des catégories.

## Palmarès période UEM

### 2019-
| Année | Moto2 European Championship  |
| ----- | ---------------------------- |
| 2024  | Roberto García - Kalex       |
| 2023  | Senna Agius - Kalex          |
| 2022  | Lukas Tulovic - Kalex        |
| Année | CEV Moto2                    |
| 2021  | Fermín Aldeguer - Boscoscuro |
| 2020  | Yari Montella - Speed Up     |
| 2019  | Edgar Pons - Kalex           |

### 2015-2018
| Année |                       | CEV Moto2                     | Superstock 1000                |                                |
| ----- | --------------------- | ----------------------------- | ------------------------------ | ------------------------------ |
| 2018  |                       | Jesko Raffin - Kalex et Suter | Markus Reiterberger - BMW      |                                |
| 2017  |                       | Eric Granado - Kalex          | Michael Ruben Rinaldi - Ducati |                                |
| Année | Superstock 250        | CEV Moto2                     | CEV Superbike                  | Superstock 600                 |
| 2016  |                       | Steven Odendaal - Kalex       | Carmelo Morales - Yamaha       |                                |
| 2015  | Oliver Konig - Sherco | Edgar Pons - Kalex            | Carmelo Morales - Yamaha       | Toprak Razgatlıoğlu - Kawasaki |

### 2008-2014
| Année | Cat    | 125 cm3                    | Supersport                 | Superstock 1000              | Superstock 600               | Supermono                        |
| ----- | ------ | -------------------------- | -------------------------- | ---------------------------- | ---------------------------- | -------------------------------- |
| 2014  |        | -                          | -                          | -                            | Marco Faccani (Kawasaki)     |                                  |
| 2013  | Génér. | Karel Hanika (KTM)         | Román Ramos (Kawasaki)     | Xavi Forés (Ducati)          | Franco Morbidelli (Kawasaki) |                                  |
| 2013  | Junior | Karel Hanika (KTM)         | Ángel Poyatos (Yamaha)     | Guillermo Llano (Yamaha)     | Franco Morbidelli (Kawasaki) |                                  |
|       |        |                            |                            |                              |                              |                                  |
| 2012  | Génér. | Matteo Ferrari (Honda)     | Jordi Torres (Yamaha)      | Carmelo Morales (Kawasaki)   | Michael van der Mark (Honda) | Mike Velthuijzen (Yamaha)        |
| 2012  | Junior | Matteo Ferrari (Honda)     | Oscar Climent (Yamaha)     | Albert Santamaria (Kawasaki) | Michael van der Mark (Honda) | Mike Velthuijzen (Yamaha)        |
|       |        |                            |                            |                              |                              |                                  |
| 2011  | Génér. | Romano Fenati (Aprilia)    | Jordi Torres (Yamaha)      | Iván Silva (Kawasaki)        | Jed Metcher (Yamaha)         | Lex van Dijk (Over-Yamaha)       |
| 2011  | Junior | Romano Fenati (Aprilia)    | Alex Schacht (Honda)       | Loris Baz (Kawasaki)         | Jed Metcher (Yamaha)         | Lex van Dijk (Over-Yamaha)       |
| 2010  | Génér. | Maverick Viñales (Aprilia) | Carmelo Morales (Yamaha)   | Santiago Barragán (Honda)    | Jérémy Guarnoni (Yamaha)     | Stefan Meiners (Happeck -Yamaha) |
| 2010  | Junior | Maverick Viñales (Aprilia) | Albert Santamaria (Yamaha) | Enric Ferrer (Ducati)        | Jérémy Guarnoni (Yamaha)     | Stefan Meiners (Happeck -Yamaha) |
| 2009  | Génér. | Marcel Schrötter (Honda)   | Kev Coghlan (Honda)        | Carmelo Morales (Yamaha)     | Gino Rea (Honda)             | Manfred Kehrmann (Pami-GRC-BMW)  |
| 2009  | Junior | Marcel Schrötter (Honda)   | Iván Moreno (Yamaha)       | Danilo Petrucci (Yamaha)     | Gino Rea (Honda)             | Manfred Kehrmann (Pami-GRC-BMW)  |
| 2008  | Génér. | Lorenzo Savadori (Aprilia) | Ángel Rodríguez (Yamaha)   | Carmelo Morales (Yamaha)     | Loris Baz (Yamaha)           | Mark Lawes (Pami-GRC-BMW)        |
| 2008  | Junior | Lorenzo Savadori (Aprilia) | Kev Coghlan (Honda)        | Xavier Siméon (Suzuki)       | Loris Baz (Yamaha)           | Mark Lawes (Pami-GRC-BMW)        |

Notes
1. ↑  En 2008, la catégorie Superstock 1000 est renommée officiellement Stocksport 1000
2. ↑  En 2013, la catégorie 125cc est renommée officiellement Moto3
3. ↑  En 2012, la catégorie 125cc est renommée officiellement Moto3/125cc

### 1990-2007
| Année | 250 cm3                       | 125 cm3                       | Supersport                    | Superstock                                  | Supermono                        |
| ----- | ----------------------------- | ----------------------------- | ----------------------------- | ------------------------------------------- | -------------------------------- |
| 2007  | Alvaro Molina (Aprilia)       | Alen Győrfi (Honda)           | Guglielmo Tarizzo (Honda)     | Maxime Berger (Yamaha)                      | Mark Lawes (Pami-GRC-BMW)        |
| 2006  | Alvaro Molina (Aprilia)       | Philipp Eitzinger (Honda)     | Diego Giugovaz (Yamaha)       | Mitja Emili (Yamaha) Xavier Siméon (Suzuki) | Mark Lawes (Pami-GRC-BMW)        |
| 2005  | Alvaro Molina (Aprilia)       | Michele Conti (Honda)         | Gilles Boccolini (Kawasaki)   | Luka Nedog (Honda) Claudio Corti (Yamaha)   | Benny Jerzenbeck (Pami-GRC-BMW)  |
| 2004  | Alvaro Molina (Aprilia)       | Michele Pirro (Aprilia)       | Tatu Lauslehto (Honda)        | Lorenzo Alfonsi (Suzuki)                    | Benny Jerzenbeck (Pami-GRC-BMW)  |
| 2003  | Taro Sekiguchi (Yamaha)       | Mattia Angeloni (Honda)       | Matteo Baiocco (Yamaha)       | Michel Fabrizio (Suzuki)                    | Benny Jerzenbeck (Pami-GRC-BMW)  |
| 2002  | Alvaro Molina (Aprilia)       | Marco Simoncelli (Aprilia)    | Kai-Børre Andersen (Yamaha)   | Vittorio Iannuzzo (Suzuki)                  | Mark Lawes (Gallina-Suzuki)      |
| 2001  | David García (Honda)          | Andrea Dovizioso (Aprilia)    | Alessandro Corradi (Yamaha)   | James Ellison (Suzuki)                      | Steve Marlow (Pami-GRC-BMW)      |
| 2000  | Riccardo Chiarello (Aprilia)  | Diego Giugovaz (Aprilia)      | Augustín Escobar (Honda)      | James Ellison (Honda)                       | Spencer Cook (Slipstream-MZ)     |
| 1999  | Ivan Clementi (Aprilia)       | Klaus Nöhles (Honda)          | Sébastien Le Grelle (Suzuki)  | Karl Harris (Suzuki)                        | Per Olov Ogeborn (UNO-GDM-Rotax) |
| 1998  | Alex Hofmann (Honda)          | Max Sabbatani (Aprilia)       | Jan Hansson (Honda)           |                                             | Katja Poensgen (BMR-Suzuki)      |
| Année | 250 cm3                       | 125 cm3                       | Supersport                    | Superbike                                   | Supermono                        |
| 1997  | Davide Bulega (Aprilia)       | Arnaud Vincent (Aprilia)      | Angelo Conti (Ducati)         | Udo Mark (Suzuki)                           | Makoto Suzuki (Over-Yamaha)      |
| 1996  | Sebastián Porto (Aprilia)     | Jorge Martínez (Aprilia)      | Fabrizio Pirovano (Ducati)    | Idalio Gavira (Honda)                       | Takashi Minoda (Over-Yamaha)     |
| Année | 250 cm3                       | 125 cm3                       | Supersport                    | Superbike                                   |                                  |
| 1995  | Luca Boscoscuro (Aprilia)     | Lucio Cecchinello (Honda)     | Michaël Paquay (Ducati)       | Mario Innamorati (Ducati)                   |                                  |
| 1994  | Régis Laconi (Honda)          | Ivan Cremonini (Honda)        | Yves Briguet (Honda)          | Anders Rasmussen (Yamaha)                   |                                  |
| 1993  | Giuseppe Fiorillo (Aprilia)   | Stefano Perugini (Aprilia)    | Michaël Paquay (Honda)        | Terry Rymer (Yamaha)                        |                                  |
| 1992  | Luis Carlos Maurel (Aprilia)  | Juan Borja (Honda)            | Stefan Scheschowitsch (Honda) | Daniel Amatriaín (Ducati)                   |                                  |
| 1991  | Max Biaggi (Aprilia)          | Oliver Koch (Honda)           | Luis d'Antin (Honda)          | Davide Tardozzi (Ducati)                    |                                  |
| 1990  | Leon van der Heijen (Aprilia) | Xavier Debón (JJ Cobas/Rotax) | Howard Selby (Yamaha)         | Richard Arnaiz (Honda)                      |                                  |

### 1981-1989
| Année | 500 cm3                    | 250 cm3                          | 125 cm3                    | 80 cm3                         |
| ----- | -------------------------- | -------------------------------- | -------------------------- | ------------------------------ |
| 1989  | Peter Lindén (Honda)       | Andrea Borgonovo (Aprilia)       | Gabriele Debbia (Aprilia)  | Jaime Mariano (Casal (en))     |
| 1988  | Alberto Rota (Honda)       | Fausto Ricci (Yamaha/Aprilia)    | Emilio Cuppini (Garelli)   | Bogdan Nikolov (Krauser)       |
| 1987  | Manfred Fischer (Honda)    | Xavier Cardelús (JJ Cobas/Rotax) | Adolf Stadler (MBA)        | Julián Miralles (Derbi)        |
| 1986  | Massimo Messere (Honda)    | Hans Lindner (Rotax)             | Claudio Macciotta (MBA)    | Bruno Casanova (Unimoto)       |
| 1985  | Marco Gentile (Yamaha)     | Massimo Matteoni (Honda)         | Pierfrancesco Chili (MBA)  | Günter Schirnhofer (Rupp)      |
| 1984  | Eero Hyvärinen (Suzuki)    | Gary Noel (Exactweld)            | Norbert Peschke (MBA)      | Richard Bay (Rupp)             |
| 1983  | Peter Sköld (Suzuki)       | Carlos Cardús (Kobas/Rotax)      | Willy Hupperich (MBA)      | Hubert Abold (Zündapp)         |
| Année | 500 cm3                    | 250 cm3                          | 125 cm3                    | 50 cm3                         |
| 1982  | Fabio Biliotti (Suzuki)    | Reinhold Roth (FKN-Yamaha)       | Stefano Caracchi (MBA)     | Zdravko Matulja (Tomos)        |
| 1981  | Leandro Becheroni (Suzuki) | Herbert Hauf (Yamaha)            | Pierluigi Aldrovandi (MBA) | Giuseppe Ascareggi (Minarelli) |

## Palmarès période FICM

### 1947-1948
| Année | 500 cm3                        | 350 cm3                     | 250 cm3                      | Sidecars                                   |
| ----- | ------------------------------ | --------------------------- | ---------------------------- | ------------------------------------------ |
| 1948  | Enrico Lorenzetti (Moto Guzzi) | Freddie Frith (Velocette)   | Maurice Cann (Moto Guzzi)    |                                            |
| 1947  | Omobono Tenni (Moto Guzzi)     | Fergus Anderson (Velocette) | Bruno Francisci (Moto Guzzi) | Luigi Cavanna / Paolo Cavanna (Moto Guzzi) |

### 1924-1939
| Année | 1 000 cm3                        | 750 cm3             | 500 cm3                     | 350 cm3                   | 250 cm3                             | 175 cm3                          | 125 cm3              |
| ----- | -------------------------------- | ------------------- | --------------------------- | ------------------------- | ----------------------------------- | -------------------------------- | -------------------- |
| 1939  |                                  |                     | Dorino Serafini (Gilera)    | Heiner Fleischmann (DKW)  | Ewald Kluge (DKW)                   |                                  |                      |
| 1938  |                                  |                     | Georg Meier (BMW)           | Ted Mellors (Velocette)   | Ewald Kluge (DKW)                   |                                  |                      |
| 1937  |                                  |                     | Jimmie Guthrie (Norton)     | Jimmie Guthrie (Norton)   | Omobono Tenni (Moto Guzzi)          |                                  |                      |
| 1936  |                                  |                     | Jimmie Guthrie (Norton)     | Freddie Frith (Norton)    | Henry Tyrell-Smith (Excelsior)      |                                  |                      |
| 1935  |                                  |                     | Jimmie Guthrie (Norton)     | Wal Handley (Velocette)   | Arthur Geiß (DKW)                   |                                  |                      |
| 1934  |                                  |                     | Pol Demeuter (FN)           | Jimmie Simpson (Norton)   | Walfried Winkler (DKW)              | Yvan Goor (Benelli)              |                      |
| 1933  |                                  |                     | Gunnar Kalén (Husqvarna)    | Jimmie Simpson (Norton)   | Charlie Dodson (New Imperial)       |                                  |                      |
| 1932  |                                  |                     | Piero Taruffi (Norton)      | Louis Jeannin (Jonghi)    | Riccardo Brusi (Moto Guzzi)         | Carlo Baschieri (Benelli)        |                      |
| 1931  |                                  |                     | Percy Hunt (Norton)         | Ernie Nott (Rudge)        | Graham Walker (Rudge)               | Eric Fernihough (Excelsior)      |                      |
| 1930  |                                  |                     | Henry Tyrell-Smith (Rudge)  | Ernie Nott (Rudge)        | Syd Crabtree (Excelsior)            | Yvan Goor (DKW)                  |                      |
| 1929  |                                  |                     | Percy Hunt (Norton)         | Leo Davenport (AJS)       | Frank Longman (OK-Supreme)          | Josef Klein (DKW)                |                      |
| 1928  |                                  |                     | Wal Handley (Motosacoche)   | Wal Handley (Motosacoche) | Cecil Ashby (OK-Supreme)            | Alfredo Panella (Ladetto/Blatto) | Paul Lehmann (Moser) |
| 1927  | Josef Giggenbach (Bayerland/JAP) | Josef Stelzer (BMW) | Graham Walker (Sunbeam)     | Jimmie Simpson (AJS)      | Cecil Ashby (OK-Supreme)            | Willy Henkelmann (DKW)           |                      |
| 1926  |                                  |                     | Jimmie Simpson (AJS)        | Frank Longman (AJS)       | Jock Porter (New Gerrard)           | René Milhoux (Ready/Blackburne)  |                      |
| 1925  |                                  |                     | Mario Revelli (GR/JAP)      | Tazio Nuvolari (Bianchi)  | Jock Porter (New Gerrard)           | Mario Vaga (Maffeis/Blackburne)  |                      |
| 1924  |                                  |                     | Guido Mentasti (Moto Guzzi) | Jimmie Simpson (AJS)      | Maurice van Geert (Rush/Blackburne) |                                  |                      |

#### Par pilote (1924-1939)
| Pilote             | Titres                       |
| ------------------ | ---------------------------- |
| Jimmie Simpson     | 5 (1 x 500 cm3, 4 x 350 cm3) |
| Jimmie Guthrie     | 4 (3 x 500 cm3, 1 x 350 cm3) |
| Wal Handley        | 3 (1 x 500 cm3, 2 x 350 cm3) |
| Percy Hunt         | 2 (2 x 500 cm3)              |
| Henry Tyrell-Smith | 2 (1 x 500 cm3, 1 x 250 cm3) |
| Graham Walker      | 2 (1 x 500 cm3, 1 x 250 cm3) |
| Ernie Nott         | 2 (2 x 350 cm3)              |
| Frank Longman      | 2 (1 x 350 cm3, 1 x 250 cm3) |
| Cecil Ashby        | 2 (2 x 250 cm3)              |
| Ewald Kluge        | 2 (2 x 250 cm3)              |
| Jock Porter        | 2 (2 x 250 cm3)              |
| Yvan Goor          | 2 (2 x 175 cm3)              |